# Italiensk heliotrop
Italiensk heliotrop (Heliotropium suaveolens) är en strävbladig växtart som beskrevs av Friedrich August Marschall von Bieberstein. Enligt Catalogue of Life ingår Italiensk heliotrop i släktet heliotroper och familjen strävbladiga växter, men enligt Dyntaxa är tillhörigheten istället släktet heliotroper och familjen strävbladiga växter. Arten förekommer tillfälligt i Sverige, men reproducerar sig inte. Inga underarter finns listade i Catalogue of Life.